# Boris Podolsky
Boris Podolsky (en russe : Борис Яковлевич Подольский, Boris Iakovlevitch Podolski), né le 29 juin 1896 à Taganrog, en Russie, mort le 28 novembre 1966 à Cincinnati, aux États-Unis), est un physicien américano-russe.

## Biographie
Né dans une famille juive, ce physicien travailla avec Albert Einstein et Nathan Rosen. Ils ont notamment conçu le paradoxe EPRen 1935, qui a stimulé la discussion quant à l'interprétation de la mécanique quantique.
En 1933, Podolsky et Lev Landau ont l'idée d'écrire un manuel d'électromagnétisme commençant par la relativité restreinte et soulignant des postulats théoriques plutôt que des lois expérimentales. Il ne finiront pas ce projet ensemble par suite de l'émigration de Podolsky de l'Union Soviétique mais, dans les mains de Lev Landau et de E. Lifshitz, l'œuvre produite est devenue « la théorie classique de champs » (1951). Quant à Podolsky, associé à K. Kunz, il sera à l'origine des « principes fondamentaux de l'électrodynamique » (1969).

## Honneur
L'astéroïde (20077) Borispodolsky est nommé en son honneur.